# Ordine al merito militare (Federazione Russa)
L'ordine al merito militare (in russo Орден «За военные заслуги»?, Orden «Za voennye zaslugi») è un'onorificenza della Federazione Russa. È stato fondato il 2 marzo 1994 ed è stato assegnato per la prima volta il 6 gennaio 1995.

## Assegnazione
L'ordine viene assegnato agli ufficiali:
- per prestazioni esemplari delle funzioni e per l'ottenimento di un'alta formazione di combattimento delle unità militari subordinate;
- per un elevato livello di prontezza al combattimento delle truppe e per la capacità di difesa della Federazione Russa;
- per l'eccellente performance individuale loro lavoro e nella formazione, per il coraggio e l'altruismo nello svolgimento del servizio militare durante il combattimento o missioni di addestramento di combattimento;
- per meriti nel rafforzamento della cooperazione militare con i paesi stranieri.

## Insegne
- L'insegna è una croce a otto punte di 40 mm di larghezza d'argento. I quattro punti diagonali della stella sono smaltati nei colori nazionali della Russia, bianco, blu e rosso. Il dritto ha un medaglione centrale, smaltato rosso con in argento l'emblema di Stato della Russia al centro. Il medaglione è circondato da una fascia d'argento con una corona d'alloro in rilievo nella metà inferiore e la scritta sollievo "AL MERITO MILITARE" (Russo: «ЗА ВОЕННЫЕ ЗАСЛУГИ» ). L'inverso è nudo, tranne per la presenza del numero di serie.
- Il nastro è blu, con una fascia centrale rossa circondata da un sottile bordo bianco.